# Leopold Kny

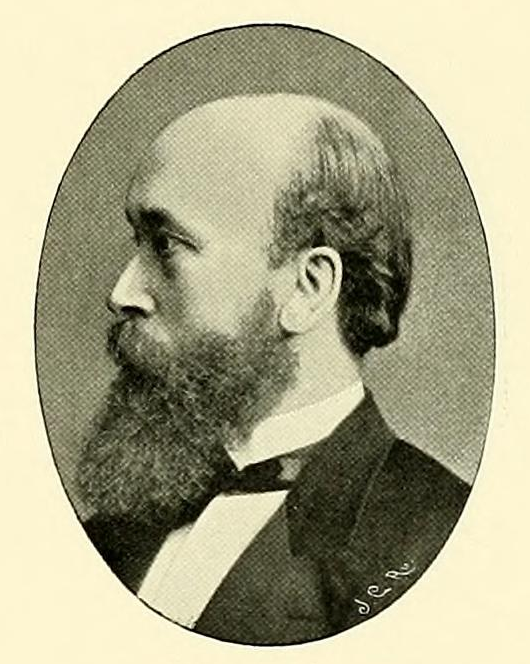
Leopold Kny

Carl Ignaz Leopold Kny (* 6. Juli 1841 in Breslau; † 26. Juni 1916 in Berlin) war ein schlesisch-preußischer, deutscher Botaniker. Sein offizielles botanisches Autorenkürzel lautet „Kny“.

## Leben
Kny studierte Botanik in Breslau, München (ab 1860, bei Carl Wilhelm von Nägeli) und in Berlin, wo er 1863 promoviert wurde. In Berlin wurde er insbesondere von Alexander Braun beeinflusst. Nach der Promotion war er aus Gesundheitsgründen mehrere Jahre in Sizilien und auf Madeira und studierte dort die Flora. 1867 wurde er in Berlin habilitiert. 1873 wurde er außerordentlicher Professor an der Friedrich-Wilhelms-Universität Berlin und Direktor des neu gegründeten Instituts für Pflanzenphysiologie. Er leitete auch ab 1876 Mikroskopierkurse am Landwirtschaftlichen Lehrinstitut in Berlin. An der dortigen Landwirtschaftlichen Hochschule wurde er 1880 Professor für Botanik. Außerdem wurde er 1880 Leiter des Botanischen Instituts der Universität Berlin und 1908 ordentlicher Professor der Universität. Laut Vorlesungsverzeichnis vom Sommersemester 1881 las er an der Landwirtschaftlichen Hochschule über „Experimental-Physiologie der Pflanzen“ in Verbindung mit dem Angebot „Mikroskopischer Cursus für Geübtere, mit besonderer Rücksicht auf Pflanzenkrankheiten“.
Mit fast 70 Jahren bat er zum 1. April 1911 um Versetzung in den Ruhestand.
Er befasste sich mit der Morphologie von Kryptogamen und Pilzen.
Von ihm stammen 1875 bis 1911 beim Paul Parey Verlag erschienene handkolorierte botanische Wandtafeln für den Unterricht (insgesamt 117 Tafeln).

Botanische Wandtafeln
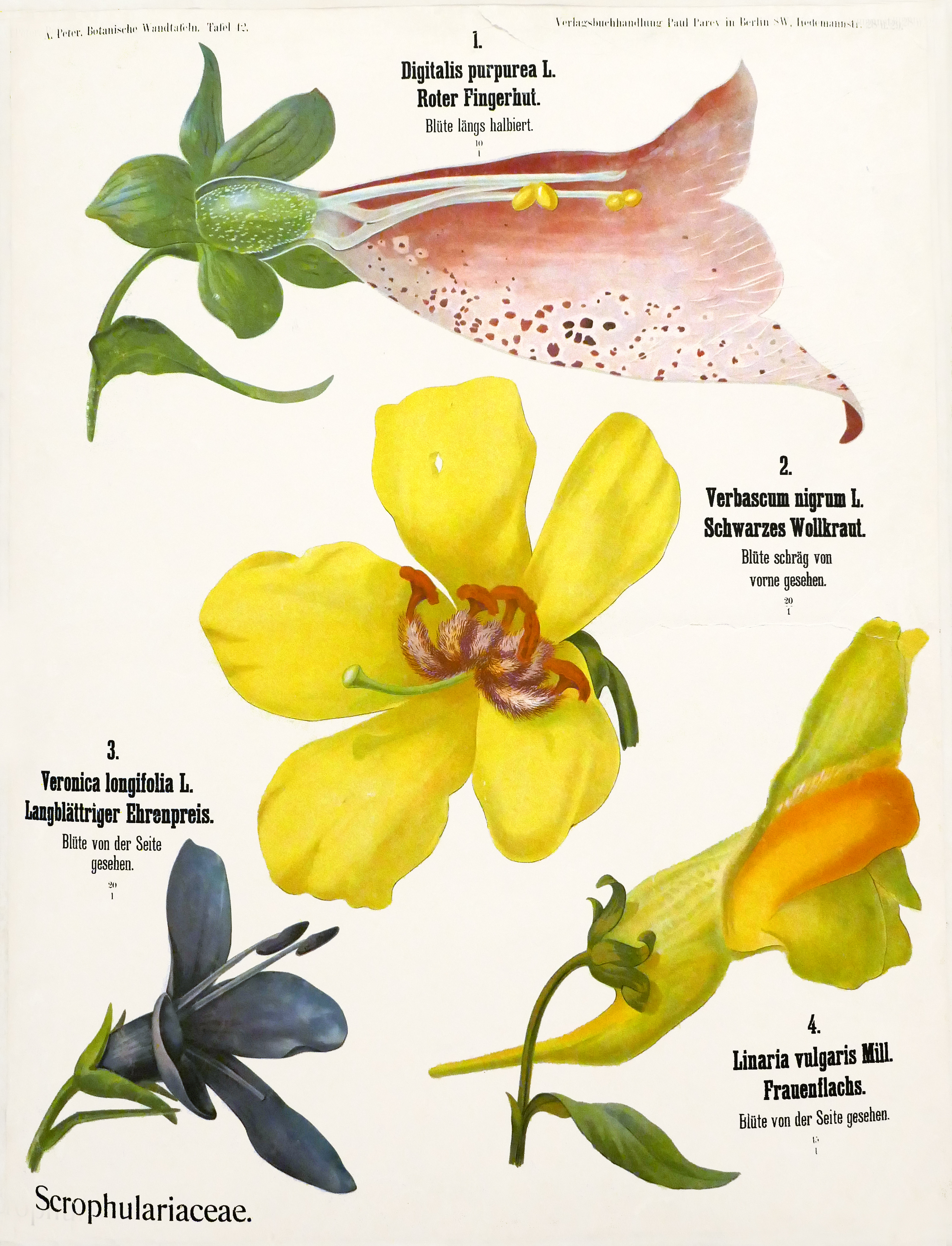
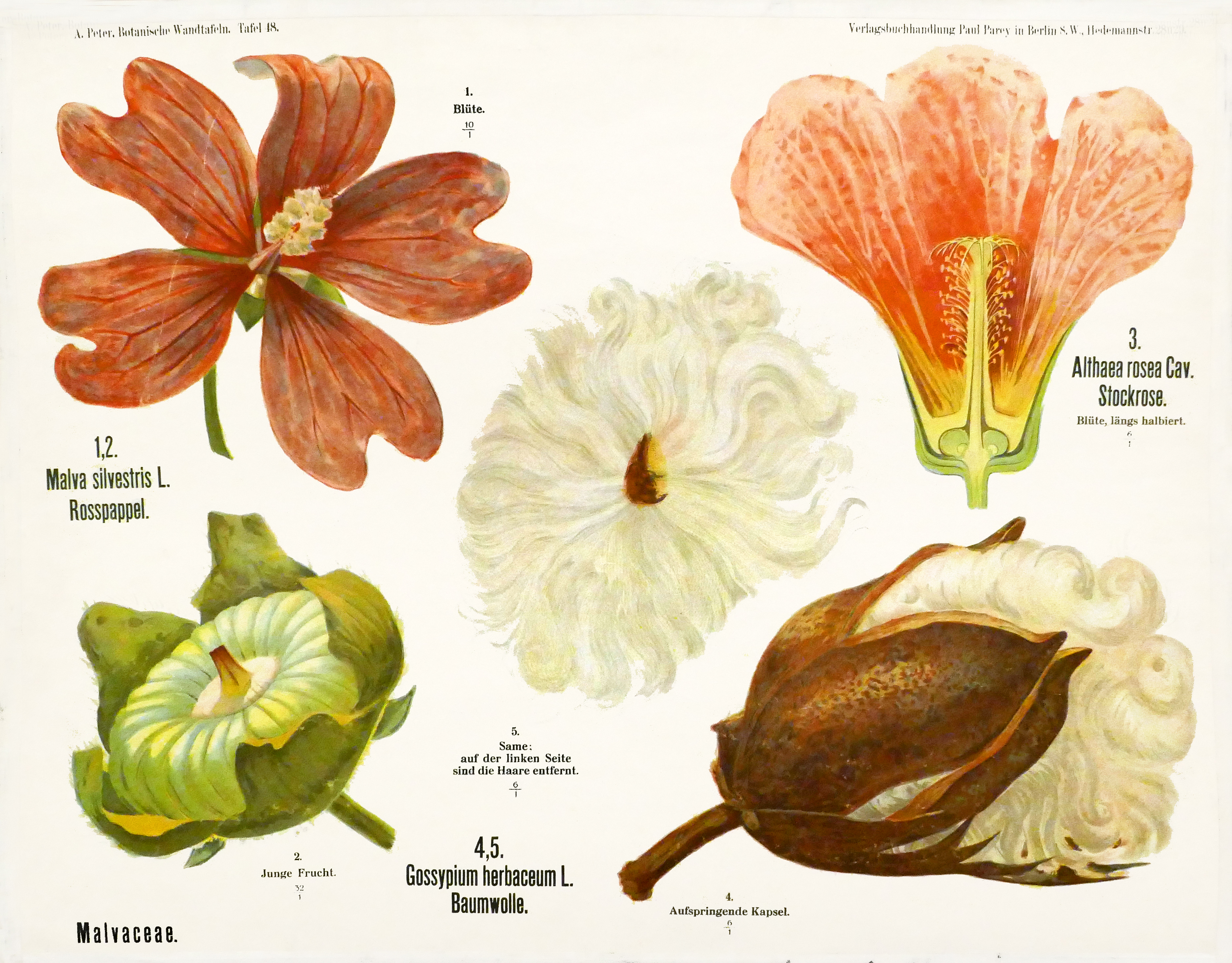

1873 wurde er Mitglied der Leopoldina.
Ab 1860 war er Mitglied der katholischen Studentenverbindung KDStV Aenania München.
1875 hatte er in Breslau Marie Lentze (1856–1918), Tochter des Eisenbahndirektionspräsidenten Ludwig Lentze, geheiratet. Die Tochter Anna heiratete den späteren Präsidenten der Eisenbahndirektion Berlin, Alexander Wulff, und Hedwig (1888–1971) heiratete Erich Klausener.

## Schriften
- Symbola ad Hepaticarum frondosarum evolutionis historiam, 1863